# Eeles Landström
Eeles Enok Landström, född 3 januari 1932 i Viiala, död 29 juni 2022, var en finländsk stavhoppare och riksdagsman.  
Han deltog i tre olympiska spel, 1952 i tiokamp och 1956 samt 1960 i stavhopp.
På 1950-talet studerade Landström vid Michigan State University och var också gymnastiklärare vid Björneborgs svenska samskola. Senare arbetade han på W. Rosenlew Ab i Björneborg och på Veikkaus samt Rundradion i Helsingfors.
Åren 1966–1972 var Landström riksdagsman för Liberala folkpartiet som invald i Satakunta valkrets.

### Uppslagsverk
- Björkman, Ingmar: Landström, Eeles i Uppslagsverket Finland (webbupplaga, 2012). CC-BY-SA 4.0
- Riksdagen (på finska)